# Rudolf Spitaler
Rudolf Spitaler (7. ledna 1859 Bad Bleiberg, Korutany – 16. října 1946 Lübtheen, Meklenbursko-Přední Pomořansko) byl rakouský a československý vysokoškolský učitel, meteorolog, astronom a fyzik.

## Život
Po absolvování střední školy ve Villachu, studoval v letech 1879 až 1883 filozofii, matematiku, fyziku, astronomii a meteorologii na univerzitě ve Vídni. V letech 1883 až 1892 působil jako asistent na univerzitní observatoři ve Vídni. Tam mimo jiné fotografoval na 68cm refraktoru, jednom z největších refrakčních dalekohledů světa. V roce 1892 získal doktorát z filozofie. V listopadu 1890 objevil periodickou kometu 113P/Spitaler, která byla později pojmenována po něm.
V letech 1892 až 1901 působil jako asistent na observatoři německé Karl Ferdinandovy univerzity v Praze, kde se soustředil na studium fyzikálních a chemických vlastností hvězd, planet a mezihvězdné hmoty. Později se specializoval na fyzikální vlastnosti Země obecně, včetně vodního a vzdušného krytu. V roce 1895 se na této univerzitě habilitoval (pro astronomii a meteorologii). V roce 1901 byl jmenován mimořádným profesorem a v roce 1909 řádným profesorem.
V letech 1895 až 1901 působil také jako čestný lektor astronomie a meteorologie na Německém polytechnickém institutu v Praze. V letech 1901 až 1929 byl profesorem kosmické fyziky na Německé univerzitě v Praze. Vedl vědeckou komisi sestavenou pro stavbu meteorologické stanice na Milešovce; na této meteorologické stanici byl také (do února 1929) prvním ředitelem. Na konci druhé světové války nebo po ní uprchl do Meklenburska, kde brzy po svém příjezdu zemřel.

## Dílo
- Zeichnungen und Photographien am Grubb’schen Refractor von 68cm (27 engl. Zoll) Öffnung in den Jahren 1885 bis 1890 (1891)
- Bahnbestimmung des Kometen 1851 III (Brorsen) (1894)
- Periodische Verschiebungen des Schwerpunktes der Erde (1905)
- Die Achsenschwankungen der Erde als Ursache der Auslösung von Erdbeben (1913)
- Das Klima des Eiszeitalters (1921)